# نووه بیسکوپیتسه (استان لوبوسکی)
نووه بیسکوپیتسه (استان لوبوسکی) (به لاتین: Nowe Biskupice) یک روستا در لهستان است که در گمینا سووبیتسه (استان لوبوسکی) واقع شده‌است. نووه بیسکوپیتسه ۱۲۰ نفر جمعیت دارد.